# Tiny Toon Adventures: Buster's Hidden Treasure
Tiny Toon Adventures: Buster's Hidden Treasure är ett Sega Mega Drive-spel från 1993, baserat på den animerade TV-serien Tiny Toon Adventures. Spelet utvecklades och utgavs av Konami.

## Handling
Sigge Sprätt skall rädda Siri Sprätt från Elake Max samt återfinna de skatter som Elake Max gömt.

### Fotnoter
1. 1 2  ”Tiny Toon Adventures: Buster's Hidden Treasure” (på engelska). Gamefaqs. http://www.gamefaqs.com/genesis/586543-tiny-toon-adventures-busters-hidden-treasure/data. Läst 7 maj 2014.